# RS-561
Pour les articles homonymes, voir Route 561.
La RS 561 est une route locale du Nord-Ouest de l'État du Rio Grande do Sul qui relie la municipalité de São Nicolau et la BR-472 à la RS-168. Elle est longue de 29 km.